# 穆成宽
穆成宽（1908年—1987年），男，回族，天津人，中国游泳运动员、教练，曾任第三、四、六届全国政协委员。

## 家庭
儿子穆祥英、穆祥雄、穆建华、穆建国，女儿穆秀兰、穆秀珍、穆秀英。侄儿穆祥豪、穆祥杰。